# Rachad Wildgoose
Rachad Wildgoose (Miami, 20 giugno 2000) è un ex giocatore di football americano statunitense che ha militato nel ruolo di cornerback nella National Football League (NFL).

## Carriera

### Buffalo Bills
Wildgoose al college giocò a football a Wisconsin. Fu scelto nel corso del sesto giro (213º assoluto) nel Draft NFL 2021 dai Buffalo Bills. Fu svincolato il 31 agosto 2021 e rifirmò con la squadra di allenamento il giorno successivo.

### New York Jets
Il 16 novembre 2021 Wildgoose firmò con i New York Jets. La sua stagione da rookie si chiuse con 3 tackle in 5 presenze, nessuna delle quali come titolare.

### Washington Commanders
Il 31 agosto 2022 Wildgoose firmò con i Washington Commanders. Nella stagione 2022 fece 15 presenze, di cui tre da titolare, con 16 tackle e tre passaggi deviati.
Il 28 febbraio 2023 Wildgoose firmò un'estensione contrattuale di un anno. Fu svincolato il 29 agosto 2023.

### Ritiro
Il 27 febbraio 2024 Wildgoose annunciò il suo ritiro dal football professionistico e l'inizio della sua carriera da Youtuber.